# Камаева, Елена Викторовна
Елена Викторовна Камаева (род. 1978, Тула) — российская актриса, модель, художник. Наиболее известна по главной женской роли Лены в фильме Сергея Соловьёва «Нежный возраст».

## Биография
Родилась в Туле. С 1995 года жила в Москве, где началась её карьера модели. Училась в Литературном институте у Евгения Рейна, но бросила обучение. Позднее работала в модельном бизнесе в Париже.
Популярность пришла к Елене в 2000 году, когда после долгих поисков главной героини для своего нового фильма, Сергей Соловьёв утвердил именно Камаеву, случайно познакомившись с девушкой на своей даче.
Как отмечал в своей рецензии на фильм Михаил Трофименков, «В дуэте с Соловьёвым-младшим выступает почти что марсианка Елена Камаева, парижская фотомодель и автор потрясающих абсурдистских рассказиков. Она предпочитает расхаживать по экрану голой. Её необычное и привлекательное тело словно излучает внутренние свет и тепло». О красоте внешности актрисы писала и Катя Тарханова. Андрей Плахов называл её музой Соловьёва и пророчил кинематографическую славу Ренаты Литвиновой.
В качестве художника известна под именем Алисон (также Алисон Такер-Крюкофф) и использует технику вязания крючком из чёрной магнитной видеопленки. В этой технике художница так же изготавливает модные украшения и аксессуары. Принимала участие в театрализованной выставке Влада Монро «Полоний», где исполняла роль Гамлета.
Есть дочь Мария и сын Филипп.

## Фильмография
- Нежный возраст (2000) — Лена
- Плацебо (2005) — наркоманка[11]

## Персональные выставки
- 2013 — «Кали-Гарри»[12], куратор Андрей Хлобыстин, клуб Фон Бисмарк (Hеllo Hostel, Английская наб., д. 50), Санкт-Петербург.

## Групповые выставки
- 2023 — To be a Plant, Nikolay Evdokimov Gallery, Санкт-Петербург[13]
- 2014 — «Мода и непостоянство (Передвижной дом моды)», Елена Камаева, Олег Котельников, в рамках параллельной программы Международной Биеннале Манифеста 10, Музей Новой Академии Изящных Искусств, арт-центр Пушкинская 10, Санкт-Петербург (каталог)[14]
- 2014 — XXV Международный фестиваль современного искусства «Праздник дома. Территория свободы», Музей нонконформисткого искусства, Арт‑центр «Пушкинская‑10», Санкт-Петербург[14]